# Diaspidiotus hunteri
Diaspidiotus hunteri är en insektsart som först beskrevs av Norman D. Newell 1899.  Diaspidiotus hunteri ingår i släktet Diaspidiotus och familjen pansarsköldlöss. Inga underarter finns listade i Catalogue of Life.